# Richard Biebl
Pour les articles homonymes, voir Biebl.
Richard Biebl, né le 12 février 1908 à Salzbourg et mort le 25 février 1974 à Vienne, est un botaniste autrichien et un physiologiste des végétaux.

## Récompense
- Prix Erwin-Schrödinger